# الشعب السندي
الشعب السندي هي مجموعة عرقية تتكلم اللغة السندية . تقطن في السند في باكستان.

## ابرز شخصيات السندية

### سياسيون
- آصف علي زرداري
- بينظير بوتو
- ذو الفقار علي بوتو
- محمد علي جناح

### في مجال الترفيه
- كارينا كابور (نصف سندية)
- أفتاب شيفداساني
- كاران جوهر
- جوهي تشاولا
- هانسيكا موتواني